# Стинка (Сучава)
Стинка (рум. Stânca) — село у повіті Сучава в Румунії. Входить до складу комуни Зворіштя.
Село розташоване на відстані 376 км на північ від Бухареста, 18 км на північ від Сучави, 123 км на північний захід від Ясс.

## Населення
За даними перепису населення 2002 року у селі проживала 631 особа, усі — румуни. Усі жителі села рідною мовою назвали румунську.